# Путныньш, Паул
Па́ул Пу́тныньш (латыш. Pauls Putniņš, 12 ноября 1937 — 1 декабря 2018) — советский и латвийский драматург, публицист, общественный и государственный деятель.

## Биография
Родился 12 ноября 1937 года в Вецпиебалгской волости Цесисского уезда (ныне Вецпиебалгский край, Латвия).
Окончил режиссёрское отделение театрального факультета Латвийской государственной консерватории (1963). Работал помощником режиссёра и режиссёром в Государственном академическом художественном театре имени Я. Райниса и Лиепайском театре (1963—1970). Депутат Рижской думы и Сейма Латвии.
Член Союза писателей Латвии (с 1970), Союза театральных деятелей Латвии (с 1970), председатель Союза театральных деятелей Латвии (1992—1997), заслуженный деятель культуры Латвийской ССР (1986), лауреат латвийских литературных премий А. Упита (1977), А. Пумпура (1987), А. Бригадере (1987).
Супруга — актриса Латвийского Национального театра Лига Лиепиня.

## Творчество
Для драматургии Паула Путныньша присуща острая социальная направленность и этическая проблематика. Будучи автором более тридцати оригинальных пьес, Путныньш сделал инсценировки романов классиков латышской литературы «Времена землемеров» братьев Каудзите и «На грани веков» Андрея Упита, публиковал множество публицистических работ.
Наиболее известен пьесами: «Ужас, Янка начал думать…», «Мир за твоим окном», «Ожидание праздника», «Ночной сторож и прачка», «Сладкое бремя», «Дурак и утюжники», «В своей тарелке», «С хижиной в церкви», «Как делить Золотую богиню?», «За цветами, где семейные часы», «Наши дети», «Железный квартирант».